# 旺楚克王朝
旺楚克王朝（宗喀語：དབང་ཕྱུག་རྒྱལ་བརྒྱུད་，威利：Dbang-phyug Rgyal-brgyud；1907年12月17日－）是南亚次大陆内陆国家不丹的現今王朝，由旺楚克家族統治。

## 家族历史
旺楚克家族原为不丹地区部落首领之一，1907年之前利用武力和英国的帮助统一了现在的不丹，废除了藏传佛教的宗教政权并成為一个獨立王国。時任家族首领乌颜·旺楚克成为不丹第一任国王。

## 歷代國王
| 世代   | 生卒時間  | 當政時間  | 姓名                          |
| ------ | --------- | --------- | ----------------------------- |
| 第一世 | 1861—1926 | 1907—1926 | 烏顏·旺楚克                   |
| 第二世 | 1905—1952 | 1926—1952 | 吉格梅·旺楚克                 |
| 第三世 | 1928—1972 | 1952—1972 | 吉格梅·多吉·旺楚克            |
| 第四世 | 1955—     | 1972—2006 | 吉格梅·辛格·旺楚克            |
| 第五世 | 1980—     | 2006—     | 吉格梅·凱薩爾·納姆耶爾·旺楚克 |